# Lalia, Ensayos de Estudio Lingüístico de la Sociedad
LALIA, Ensayos de Estudio Lingüístico de la Sociedad es un libro de Agustín García Calvo publicado por la editorial Siglo XXI, en Madrid, en 1973. Se trata de una de las primeras obras conocidas del autor. "El libro reúne una serie de quince ataques a la idea que el mundo se hace acerca de sí mismo" (nota editorial) 

## Capítulos
1. Estalín acerca del lenguaje
2. Apuntes para una historia de la traducción
3. El fonema y el soplo
4. De la génesis del fin y de la causa
5. Énfasis de la racionalidad en un texto económico
6. De la totalitariedad
7. Sobre la realidad, o de las dificultades de ser ateo
8. De la confusión entre método y objeto
9. Cosas y palabras, palabras y cosas
10. *Nos amo, *Me amamos
11. Tú y Yo
12. De la cerveza, la poesía y la manipulación del alma
13. "Estar en la luna", o sobre las funciones de la mística y la magia